# Пачоський Йосип Конрадович
Пачоський Йосип Конрадович (також Юзеф, Йосиф (пол. Jósef Konrad Paczoski; 8 грудня 1864, Білогородка на Волині — 14 лютого 1942, Сєрослав коло Познані) — російський, український, радянський і польський ботанік. Дослідник херсонської флори і рослинності Херсонщини, рослинного світу заповідника «Асканія-Нова», флори Біловезької пущі, автор теорії пантропізму і основ фітосоціології, професор Херсонського політехнічного інституту (нині Херсонський аграрний університет) та Херсонського педагогічного інституту (нині Херсонський державний університет), засновник і директор природно-екологічного музею в Херсоні, завідувач ботанічного відділу заповідника «Асканія-Нова», керівник заповідника «Біловезька пуща», професор і завідувач кафедри Познанського університету, а від 1932 член-кореспондент Польської АН; від 1899 співробітник Фізіографічної комісії ПАН.

## Життєпис
Народився 8 грудня 1864 року в с. Білогородка на Волині, в польській родині. Батько Конрад — учасник січневого повстання 1863, правник, адміністратор маєтностей князів Санґушків. Матір — Людвіка Вемут (пол. Ludwika Wiemuth).
Учився, однак не завершив навчання в реальному училищі (гімназії) в Рівному, також в училищі землеробства і садівництва в Умані (нині Черкаська область).
З 1887 року за пропозицією Івана Шмальгаузена та Володимира Липського обраний членом Київського товариства природодослідників. З 1888 року працював садівником Ботанічного саду Університету святого Володимира, студіював ботаніку під керівництвом Івана Шмальгаузена.
Після студій недовгий час був садівником Санкт-Петербурзького ботанічного саду, асистентом у Сільськогосподарській академії в Дублянах біля Львова.
З 1897 року працював губернським ентомологом в Херсоні. З 1898 року створює і очолює (з 1906 року) природничо-історичний музей, в 1915–1916 роках завідував сільськогосподарською дослідною станцією, у 1918–1922 роках працював на посаді професора Херсонського політехнічного інституту, а з 1919 — професором Херсонського державного педагогічного інституту. У цей час він написав підручник «Морфологія рослин» в двох частинах (1919-1920). Започаткував нову науку фітосоціологія, написав підручник «Основи фітосоціології» (1921). Вважається автором терміну фітосоціологія.

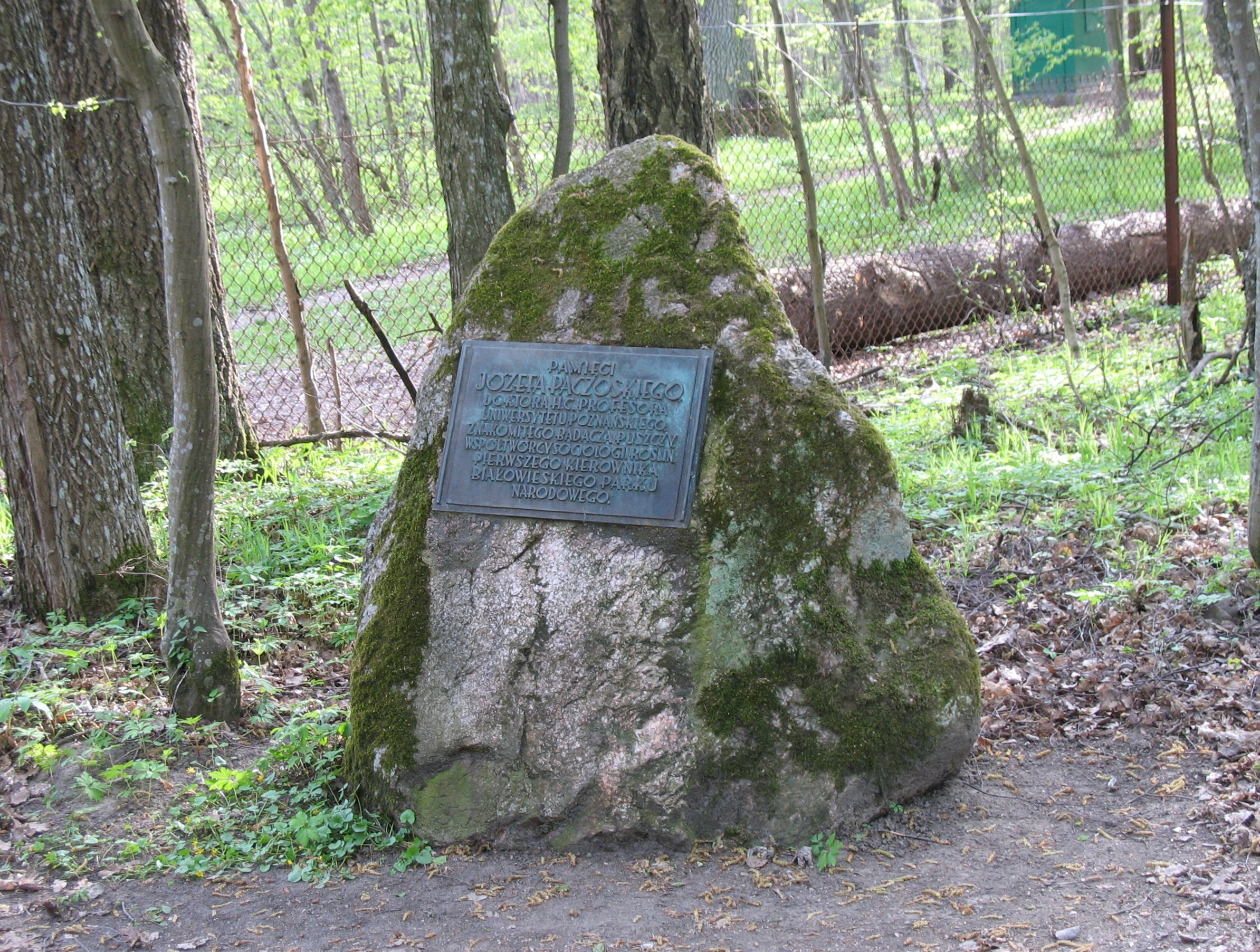
Пам'ятний знак Юзефові Пачоському в Біловезькому національному парку

У 1922-1923 роках завідував відділом ботаніки в заповіднику «Асканія-Нова».
В Херсоні він створив свої найголовніші наукові праці: «Херсонська флора», «Опис рослинності Херсонської губернії»,  Причерноморские степи (ботанико-географический очерк) та інші.
В листопаді 1923 року став науковим керівником заповідника в Біловезькій пущі. Дослідження виклав у книзі «Ліси Біловежжя», опублікованій 1930 року. Є автором першого гербарію судинних рослин і співтворцем біловезького музею.

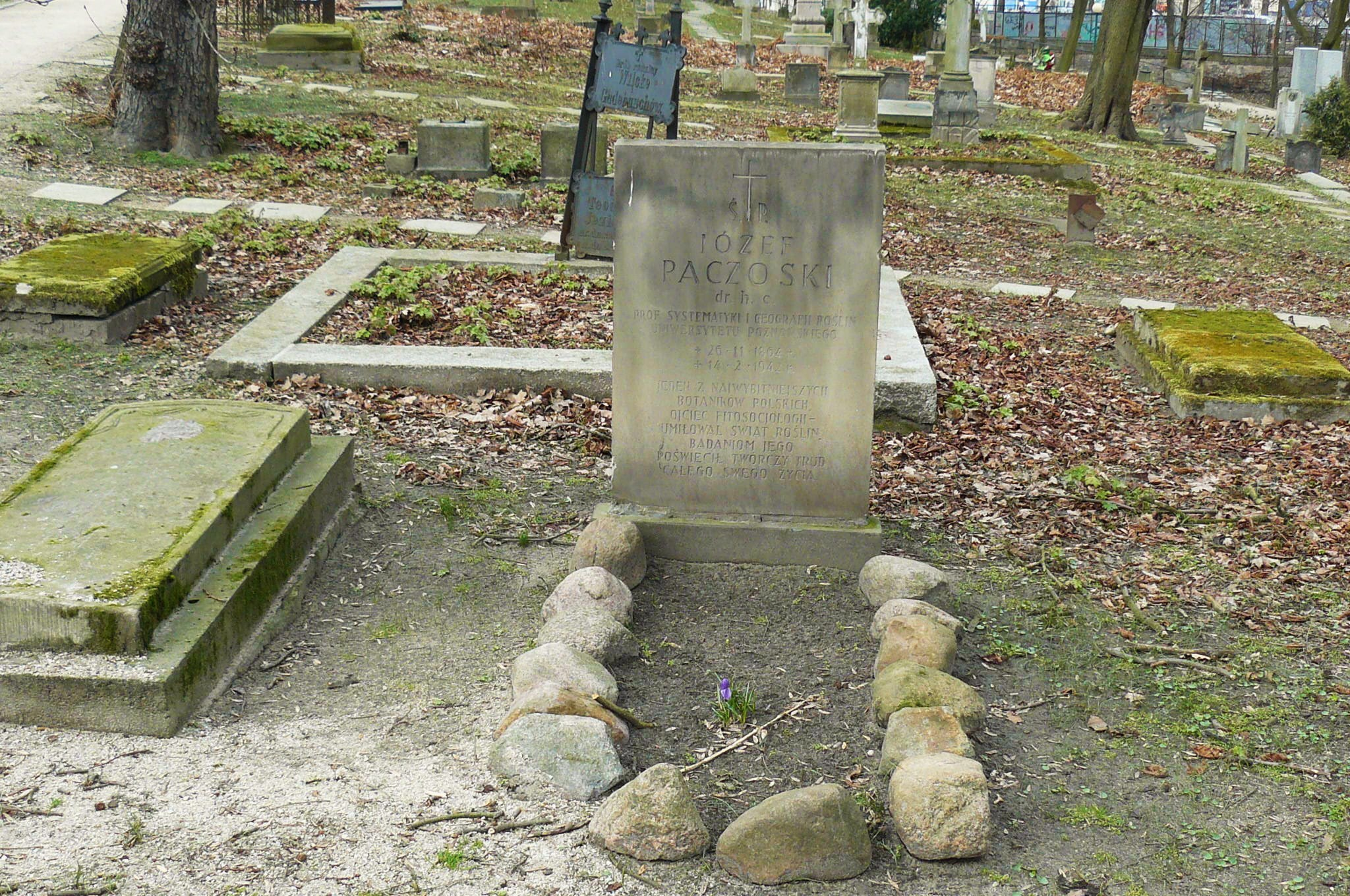
Могила Юзефа Пачоського в Познані

Від 1925 року професор систематики і соціології рослин Познанського університету, з 1928 року завідувач кафедри. Крім флори Польщі вивчає флору Болгарії і Боснії. З 1931 року з політичних причин втратив керівництво університетською кафедрою. У 1932 р. його обрано член-кореспондентом Польської академії наук. У 1938 році обрано почесним професором Познаньського університету.
Помер від розриву серця, після отриманої вістки про звіряче побиття онука співробітниками Гестапо. Похований на Цвинтарі заслужених великополян у Познані. На могилі зроблено напис: «Творцю фітосоціології доктору honoris causa Познанського університету Юзефові Пачоському, досліднику флори обширних територій польських, руських, балканських». Він написав понад 300 наукових праць, описав більше двох десятків нових для науки таксонів рослин.

## Вшанування пам'яті
З 1989 р. в Херсонському університеті та Херсонському краєзнавчому музеї регулярно (кожні 5 років) проводяться Наукові ботанічні читання пам'яті Й. К. Пачоського. У Херсонському університеті працює природодослідницька наукова лабораторія імені Йосипа Пачоського. Заснована щорічна стипендія його імені, якою нагороджується найкращий студент-природодослідник.
Його ім'ям названо ряд рослин, зокрема:
- Allium paczoskianum
- Centaurea paczoskyi
- Hieracium paczoskianum
- Jurinea paczoskiana
- Pyrethrum paczoskii
- Tanacetum paczoskii
- Carex paczoskii
- Lamium paczoskianum
- Chamaecytisus paczoskii
- Cytisus paczoskii
- Onobrychis paczoskiana
- Gagea paczoskii
- Corydalis paczoskii
- Papaver paczoskii
- Pistolochia paczoskii
- Veronica paczoskiana

Ім'ям Йосипа Пачоського названі вулиця у Херсоні, вулиця в Кривому Розі..

## Публікації
- Пачоский И. К., 1899. Заячий вопрос на юге России // Псовая и ружейная охота, № 6, стр. 5-12, № 7, стр. 8-16.
- Пачоский И. К., 1899. Передвижные сроки в законе об охоте // Псовая и ружейная охота, № 5, стр. 6-10.
- Пачоский И. К., 1900. Об охране птиц в Херсонской губернии, Херсон, 14 стр.
- Пачоский И. К., 1901. По поводу статьи г-на Калинина «Вредны ли хищные птицы?» // Псовая и ружейная охота, № 1, стр. 161—164.
- Пачоский И. К., 1901, К вопросу об охране дичи // Псовая и ружейная охота, № 6, 7.
- Пачоский И. К., 1902. Еще по поводу охраны дичи // Псовая и ружейная охота, № 6.
- Пачоский И. К., 1908. Причерноморские степи (ботанико-географический очерк) // Записки общества сельского хозяйства Южной России, № 7-9.
- Пачоский И. К., 1909. Материалы по вопросу о сельскохозяйственном значении птиц, Херсон.
- Пачоский И. К., 1909. Мероприятия по охране птиц. Из материалов II Всероссийского съезда охотников // Природа и охота, № 12, стр. 47-51.
- Пачоский И. К., 1909. Сельскохозяйственное значение птиц // Природа и охота, № 12, стр. 42-47.
- Пачоский И. К., 1909. Сельскохозяйственное значение пернатого царства // Записки Императорского общества Сельского хозяйства Южной России, № 3-4.
- Пачоский И. К., 1910. Современные задачи изучения растительного покрова // Записки общества сельского хозяйства Южной России, № 3.
- Пачоский И. К., 1910. Херсонская флора. Херсон, 1914.
- Пачоский И. К., 1915. Описание растительности Херсонской губернии, ч. I // Леса. Материалы по исследованию почв и грунтов Херсонской губернии, вып. 3, 336 стр.
- Пачоский И. К., 1917. Описание растительности Херсонской губернии, ч. II // Степи. Материалы по исследованию почв и грунтов Херсонской губернии, вып. 13, 336 стр.
- Пачоский И. К.,Морфология растений., 1919, 1920.
- Пачоский И. К., Основы фитосоциологии., Херсон,1921.
- Пачоский И. К., 1923. Целинная заповедная степь Аскания-Нова // Аскания-Нова, степной заповедник Украины, Москва.
- Пачоский И. К., 1923. Список растений, обитающих на территории Государственного заповедника Аскания-Нова // Известия Государственного заповедника Аскания-Нова, вып. 2.
- Пачоский И. К., 1926. Наблюдения над целинным покровом в Аскания-Нова в 1923 г. // Вісті Державного степового заповідника «Чаплі», т. 3.
- Пачоский И. К., 1912. Описание растительности Херсонской губернии, ч. III // Плавни, пески, солончаки, сорне растения.. Материалы по исследованию почв и грунтов Херсонской губернии.
- Пачоский И. К., 1928. Наблюдения над растительным покровом степей Аскания-Нова в 1922 г. // Известия Государственного степного заповедника Аскания-Нова, вып. 2.
- Paczoski J., 1924. Park Narodowy w Bialowiezy // Przirodnik, № 8-9, стр. 329—338.
- Paczoski J., 1925. Wycieczka do Parku Narodowego w Bialowiezy, Warszawa, 8 стр.
- Paczoski J., 1928. Rezervat cisowy w Puszczy Tucholskiej // Ochrona Przyrody, № 8, стр. 3-9.
- Paczoski J., 1937. Kopciuszek ustawy lowieckiej // Sylwan, № 2, стр. 41-42.
- Paczoski J., 1937. Jakie znaczenie ma dla nas i przyszlych pokolen Park Narodowy w Bialowiezy // Przyrodnik (?), № 2, стр. 4-7.
- Paczoski J. 1927. Ranunculaceae. W: Szafer W. (red.) Flora polska: Rośliny naczyniowe Polski i ziem ościennych, t. III. Kraków: Polska Akademja Umiejętności
- Paczoski J. 1928. Roślinność Puszczy Białowieskiej [La végétation de la Foret de Białowieża]. Varsovie.
- Paczoski J. 1928. Biologiczna struktura lasu. Sylwan 3: 193—221.
- Paczoski J. 1929. Lasy Bośni [Die Wälder Bosniens]. Lwów: Polskie Towarzystwo Leśne.
- Paczoski J. 1930. Lasy Białowieży. Monografje Naukowe 1. Warszawa: Państwowa Rada Ochrony Przyrody.
- Paczoski J. 1933. Podstawowe zagadnienia geografji roślin. Biblioteka Botaniczna, t. III. Poznań: Wydawnictwo Polskiego Towarzystwa Botanicznego.
- Paczoski J. 1935. Piętrowość lasu. Biblioteka Botaniczna, t. IV Poznań: Wydawnictwo Polskiego Towarzystwa Botanicznego.
- Пачоский И. К. Херсонская флора. Т.ІІ. Двудольные. — Познань: УАМ, 2008. — 505 с.

## Ресурси мережі
- Йосип Пачоський // Українці у світі
- Kalendarium Puszczy Białowieskiej (пол.)
- Encyklopedia Puszczy Białowieskiej (пол.)
- В. И. Мельник Иосиф Конрадович Пачоский (к 140-летию со дня рождения)
- Юзеф Пачоский. Херсонская флора. Том ІІ. Познань, 2008. рецензія
- Трускавецька І. Я. Й. К. Пачоський — природодослідник бур'янової флори